# Panlongcheng
Panlongcheng (chinois simplifié : 盘龙城遗址 ; pinyin : pánlóngchéng yízhǐ ; litt. « vestige de la cité de Panlong ») est un site archéologique de l'Âge du bronze chinois. C'est le plus grand site connu de la culture d'Erligang. Il est situé près du confluent du Yangtsé et de la rivière Han, dans le district de Huangpi, à Wuhan, dans la province du Hubei.

## Historique
Le site de Panlongcheng a été découvert en 1954 à l'occasion d'une inondation par le fleuve voisin, et fouillé rapidement en 1963, puis plus longuement en 1974 et 1976 par des archéologues du musée provincial du Hubei et de l’université de Pékin.

## Description
Le site s'étend sur environ 1 km2 et représente l'extension la plus méridionale de la culture d'Erligang (datée d'environ 1500 à 1300 av. J.-C.). Au centre de la ville se trouvait une enceinte en pisé de 7,5 hectares abritant deux palais d'un hectare chacun.
Plus de 40 tombes ont été trouvées sur le site, qui sont toutes des tombes de petite ou moyenne taille.

## Vestiges archéologiques
Plus de 350 artéfacts en bronze ont été découverts sur le site, dont près de 200 vases, et près de 100 000 tessons de poterie. Cette dernière comprend de la poterie argileuse, de la poterie trempée au sable et de la poterie dure. Les objets de bronze et la poterie de Panlongcheng suivent le style de la culture d'Erligang.

## Protection
Le site a été classé en 1988 sur la 3e liste des sites historiques et culturels majeurs protégés au niveau national dans la province du Hubei, sous le numéro de catalogue 3-0199-1-019. Il a été déclaré parc archéologique national de Chine (en) en 2017.

## Accès
Le site est accessible par la station Panlongcheng de la ligne 2 du métro de Wuhan.

## Galerie

Plan des deux palais
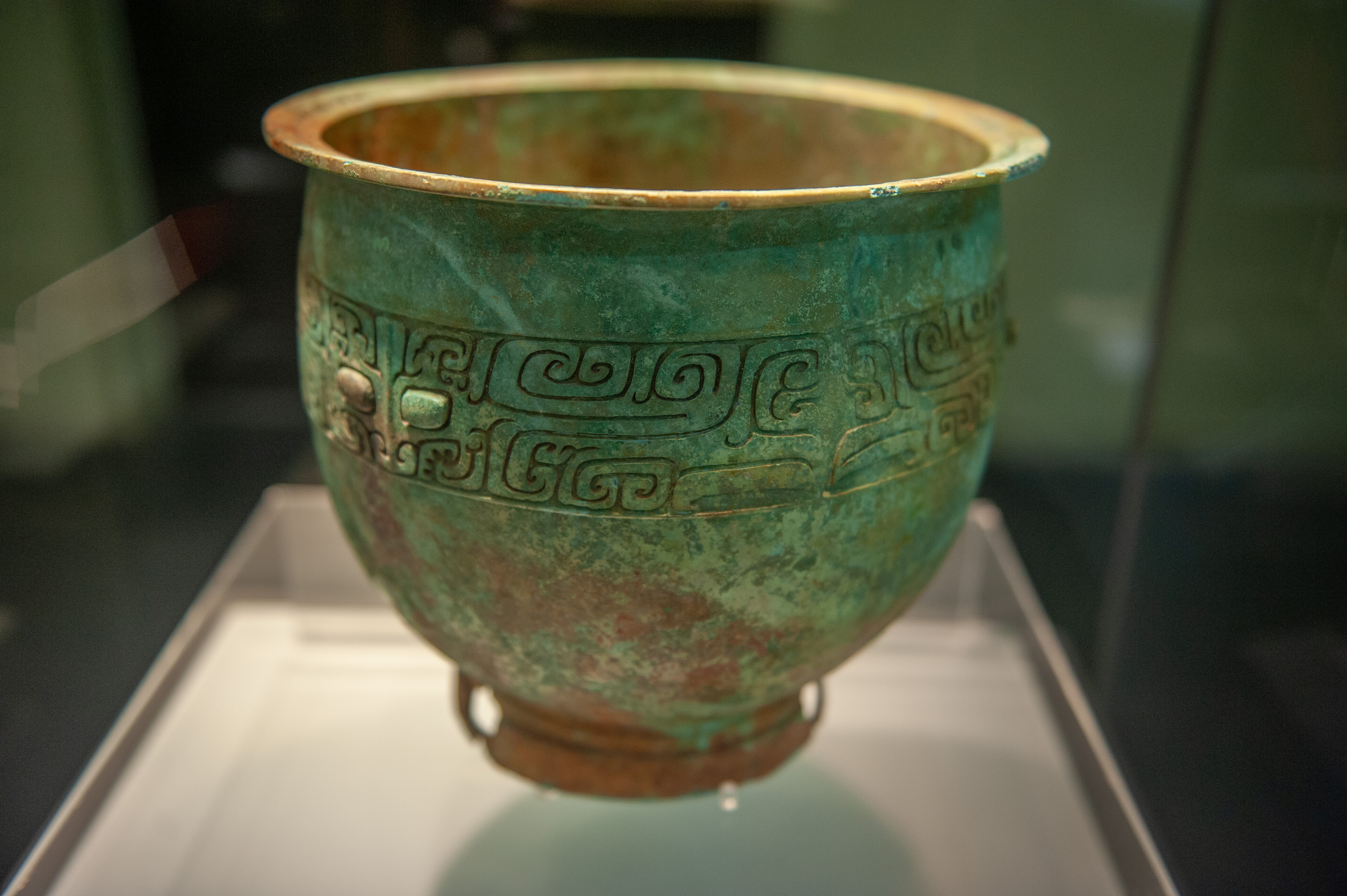
Récipient en bronze
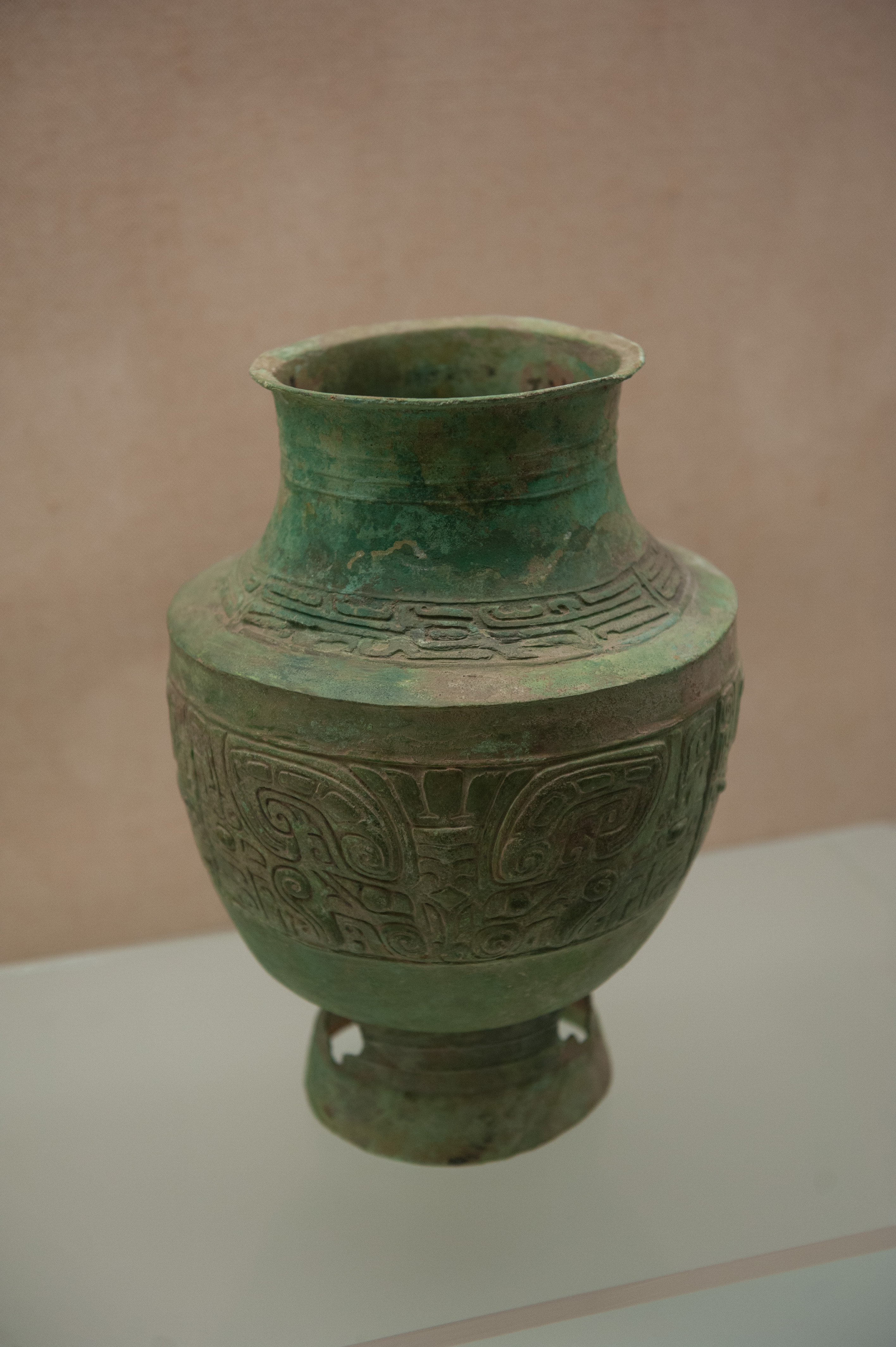
Récipient en bronze
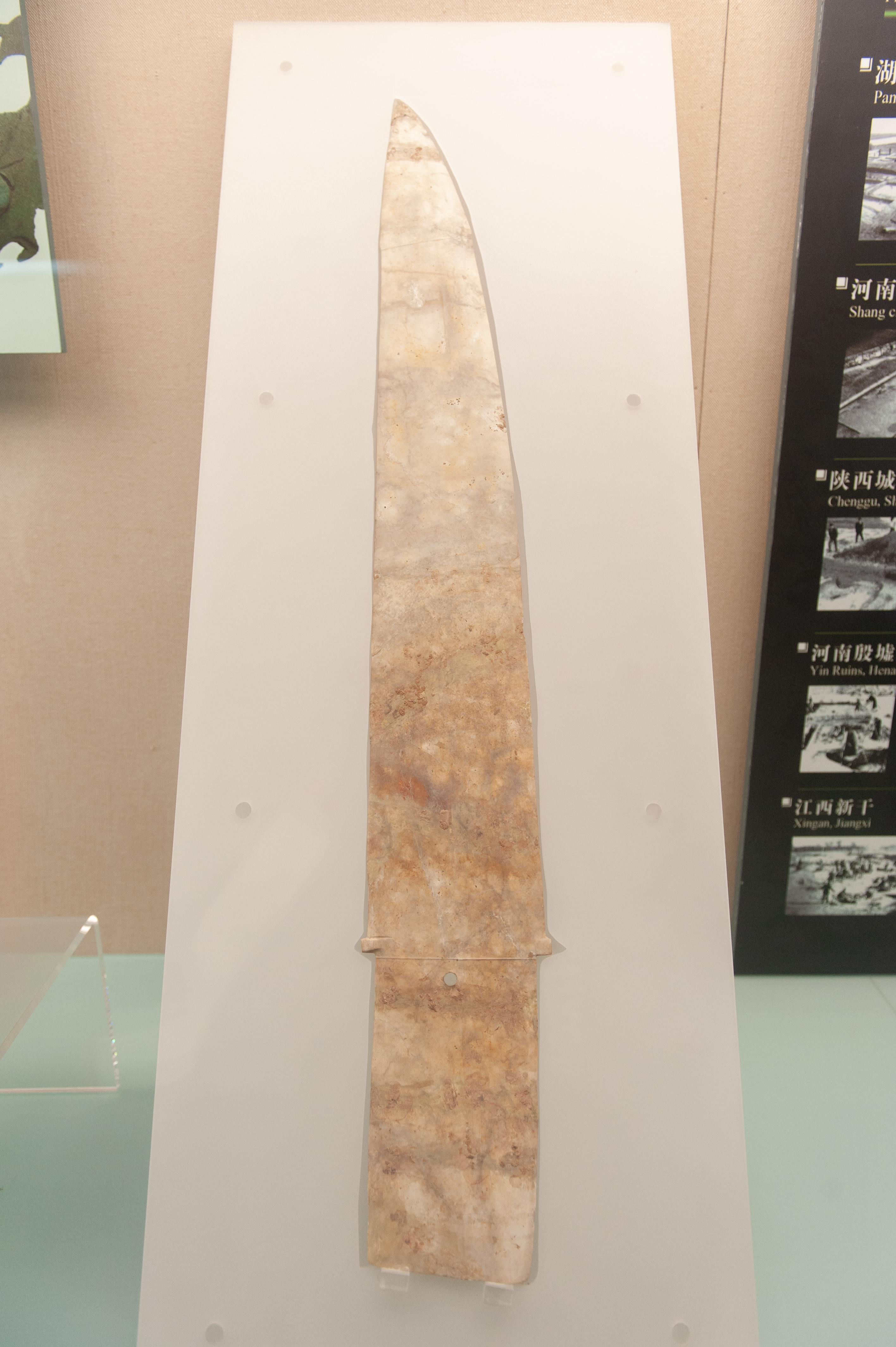
Dague en jade
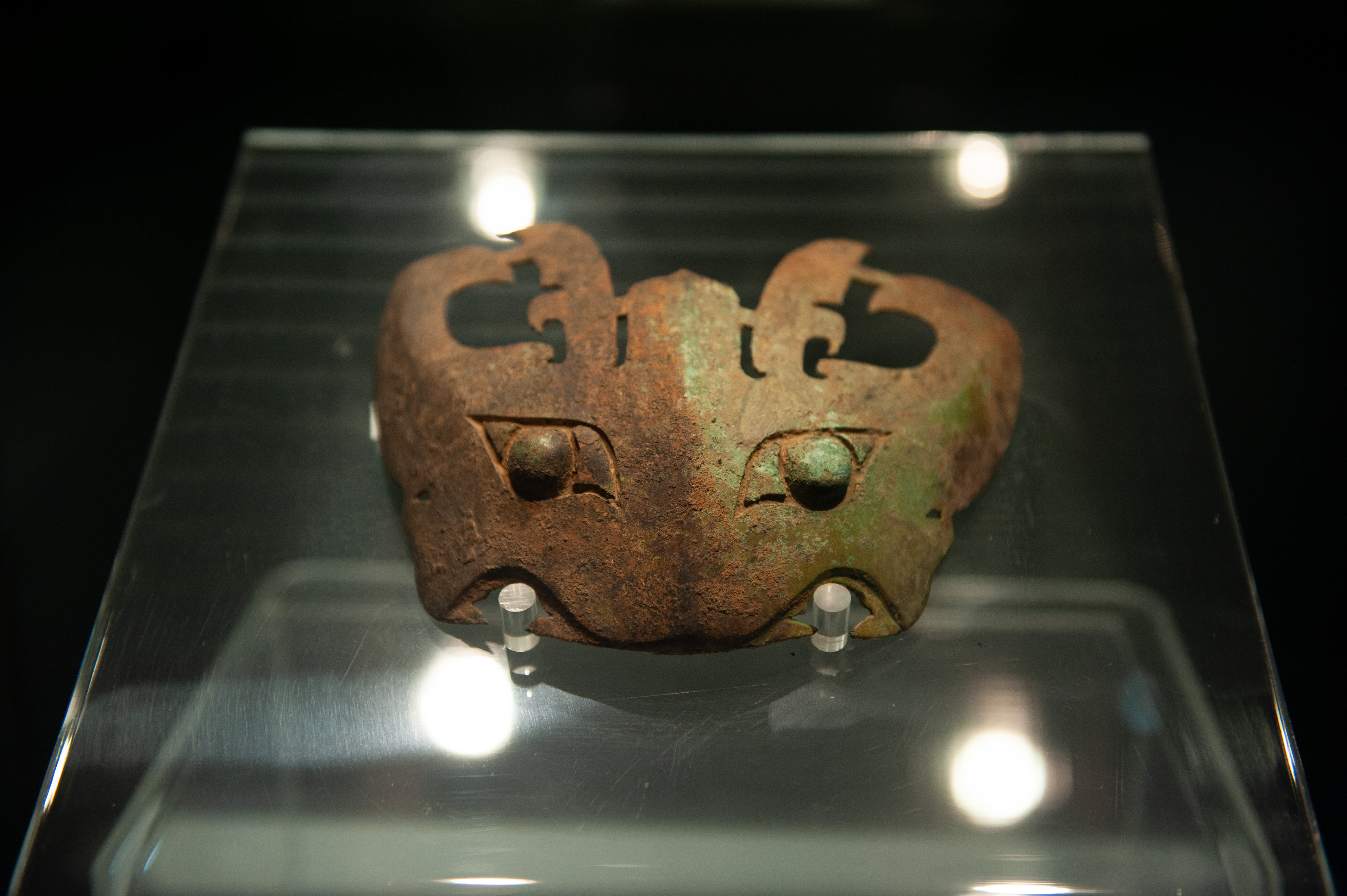
Masque-parure de cheval
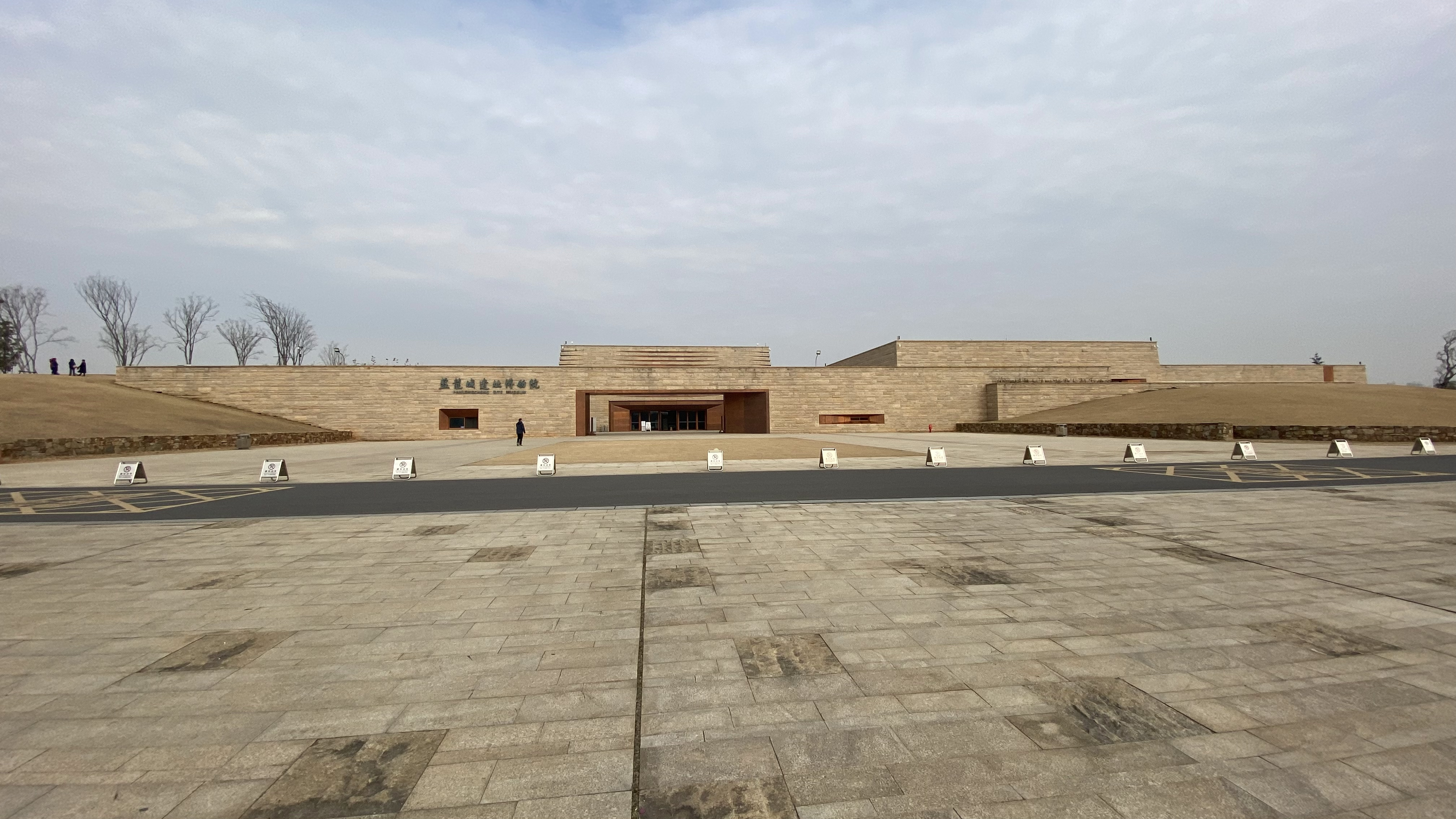
Vue du musée local